# Srae Khvav
Srae Khvav es una comuna (khum) del distrito de Angkor Chum, en la provincia de Siem Riep, Camboya. En marzo de 2008 tenía una población estimada de 7757 habitantes.
Se encuentra ubicada al noroeste del país, a escasa distancia al norte del lago Sap (Tonlé Sap) y de las ruinas de los templos de Angkor y Angkor Wat.